# Hans Christian Hansen
Hans Christian Hansen (20 de abril de 1803 – 2 de mayo de 1883) fue un arquitecto danés historicista (según Edward Lucie, historicista hace referencia a estilos artísticos que toman como inspiración los estilos históricos, fundamentalmente clasicista, neobizantino o neorrenacentista). Tras acabar los estudios en Italia y Grecia, en 1834 se convirtió en el arquitecto de la Corte Griega en Atenas (1834-1843), donde trabajó haciendo investigación arqueológica (reconstruyó el templo de Niké Apteros) y diseñando buena parte de los edificios más importantes. Se podría decir que estuvo involucrado en la transformación de Atenas, desde un pequeño pueblo hasta la metrópolis que hoy conocemos.
Más tarde volvió a Dinamarca, donde se convirtió en profesor de la Real Academia de Bellas Artes danesa y fue el encargado de diseñar edificios como el Hospital Municipal de Copenhague y el Observatorio Østervold.
Su hermano Theophil von Hansen también fue un arquitecto con renombre internacional, con gran actividad y trabajos en Atenas y Viena. Es gracias a ellos por lo que hoy Atenas posee algunos de los mejores edificios del mundo.

## Biografía

### Primeros años
Durante la primera etapa de su vida en Copenhague, asistió a la Academia de Bellas artes Danesa, donde recibió clases de Christian Frederik Hansen, el arquitecto por excelencia de la época, y Gustav Friederich Hetsch.
El primero le enseñó un enfoque racional a la arquitectura, mientras que Hetsch le presentó a en Schinkel, las influencias del cual llevó a Dinamarca. El 1832, fue premiado con la medalla de oro de la Academia y un viaje de estudios. Antes de ir a Grecia, pasó dos años en Italia, entre Roma y Sicilia.

### Vida en Atenas
Hansen llegó a Atenas justo después de que Grecia consiguiera la independencia del Imperio Otomano. Atenas, la capital de la que sería la nueva Grecia, era una pequeña villa de poco más de unos miles de habitantes, pero sería la elegida por razones históricas y sentimentales. Él era uno de los encargados de llevar a cabo la transformación que requería el necesario cambio de villa a metrópolis de la urbe helena. Fue nombrado arquitecto de la corte (1834) por el rey Otón I, y no fue hasta 1838 cuando su hermano Theophilus pudo entrar en la ciudad.
El edificio más emblemático de Christian Hansen en Atenas es el edificio principal de la Universidad Nacional de Atenas. Su construcción empezó en 1839, financiada con una campaña de recolecta. Va a ser inaugurado en 1841, a pesar de no estar terminado. Las obras acabaron el 1864, debido a la falta de ingresos. De estilo clasicista neohelenístico, ha sido una importante fuente de inspiración para otros edificios de la época, especialmente en Alemania. Forma parte de la conocida Trilogía Ateniense, la cual fue finalizada por su hermano, junto con la Academia de Atenas y la Biblioteca Nacional de Grecia. Hansen también diseñó casas privadas e iglesias, entre ellos la Iglesia Angelical de San Pablo, donde mezcla estilos victorianos y góticos.
Sus trabajos también comprenden investigaciones y excavaciones arqueológicas; junto con el arquitecto alemán Eduard Schaubert, excavó y reconstruir el Templo de Athena Nike, en la Acrópolis; también contribuyó a la compilación de material a las investigaciones de Joseph Hoffer sobre la curvatura horizontal y las correcciones ópticas en los templos Griegos.
La reputación de en Hansen se expandió fuera de Grecia, el 1850 le encargaron la construcción de la base marina Austrian Lloyd a Trieste, la cual fue construida de 1852 a 1856, con diseño de arcos redondeados con detalles de la arquitectura Bizantina.

### Retorno a casa y trabajos posteriores
Después de la revuelta de Atenas de 1843, un fuerte movimiento nacionalista dificultó el trabajo a los extranjeros, el que hizo que el 1851 vuelves a Dinamarca después de casi veinte años fuera de casa. Fue designado Inspector Real de Edificación para Funen y las islas colindantes, pero tuvo que dejar el cargo debido a la construcción a Trieste.
El 1867 se convirtió en miembro del Academia a Copenhagen, e Inspector Real de Edificación a Zealand, Lolland y Falster. Más tarde aquel mismo año ocupó el cargo más importante de arquitectura a la Academia, por la muerte de Muchael Gottlieb Bindsebøll.
Todo y sus creaciones en el extranjero, Hansen no obtuvo un papel importante en Dinamarca. En Copenhague construye el Hospital Municipal, con diseño de arcos redondeados. El Observatorio de Østervold fue construido sobre las fortificaciones de la ciudad, para sustituir el observatorio astronómico a la Rundetårn.
Diseñó el Museo Zoologic a Krystalgade para la Universidad de Copenhague, en un estilo renacentista. 
Christian Hansen murió el 1883 y está enterrado al Cementerio de Assistens.

## Edificios emblemáticos
- The Mint, Atenas (1834–6)
- Universidad Nacional y Kapoditriana de Atenas, Atenas (1837–50)
- Iglesia de St. Paul, Atenas (1838–1841)
- Eye Clinic, Athens
- Palau del Príncipe, Atenas
- Hotel para Austrian Lloyd, Loutraki, Grecia
- Arsenal y Puerto, Trieste (1852–56),
- Hospital Municipal de Copenhagen, Copenhagen (1856–63)
- Observatorio de Østervold, Copenhagen (1859–61)
- Museum of Zoology, Krystalgade, Copenhagen (1863–1869)
- Valkendorfs Kollegium (residencia estudiantil), Sankt Peders Stræde, Copenhagen (1865–66)
- Balneario Romano, Tordenskjoldsgade, Copenhagen (1868, since rebuilt)
- Iglesia de St. Nicolai, Holbæk, (1868–72)
- Monasterio de Christiansdal, Næstved (1870–71)
- Hospital de St. Joseph, Griffenfeldsgade, Copenhagen (1873–75)
- Palm House complejo, University of Copenhagen Botanical Garden (1874)